# 點兵鯰
點兵鯰，為輻鰭魚綱鯰形目美鯰科的其中一種，為熱帶淡水魚。分布於南美洲法屬圭亞那Iracoubo河及蘇利南河流域，體長可達6.6公分，棲息在沙泥底層水域，生活習性不明，可做為觀賞魚。

## 扩展阅读
維基物種上的相關：點兵鯰